# Paulin Bordeleau
Pour les articles homonymes, voir Bordeleau.
Paulin Bordeleau (né le 29 janvier 1953 à Rouyn-Noranda, dans la province de Québec, au Canada) est un joueur de hockey sur glace franco-canadien devenu entraîneur.

## Carrière de joueur

### En club
Il fit son hockey junior avec le Canadien junior de Montréal en 1969 avec lesquels il remporta ses premiers titres. La saison suivante, il rejoignit les Marlboros de Toronto pour trois saisons.
En 1973, il fut repêché, au premier tour, 4e du repêchage amateur de l'Association mondiale de hockey par les Toros de Toronto mais il se tourna vers la Ligue nationale de hockey où il est repêché par les Canucks de Vancouver, au second tour, au 19e rang du repêchage.
Paulin Bordeleau joua 183 matchs pour les Canucks de Vancouver de 1973 à 1976, auxquels s'ajoutèrent 5 matchs en séries éliminatoires. Ensuite, il quitta la LNH pour l'Association mondiale de hockey et les Nordiques de Québec où il retrouva son frère Christian. Lorsque la franchise québécoise intégra la LNH, il prit une année sabbatique.
En 1980, il arriva en France où il joua huit saisons, successivement pour les Mammouths de Tours (1980-1981), les Boucs de Megève (1981-1986) puis les Aigles du Mont-Blanc. Il remporta trois titres de Champion de France et côtoya un certain Philippe Bozon. Il prit sa retraite professionnelle à l'issue de la saison 1987-1988.
Durant la saison 1996-97, à l'âge de 44 ans, il fit une pige de trois matchs avec les Canadiens de Fredericton dans la LAH.

### En équipe nationale
En 1986, il joua le Championnat du monde B avec l'équipe de France. Il fut de nouveau sélectionné pour l'édition 1987 ainsi que pour les Jeux olympiques d'hiver de 1988.

## Statistiques
Pour les significations des abréviations, voir Statistiques du hockey sur glace.

### En club
| Saison        | Équipe                      | Ligue          |     | Saison régulière | Saison régulière | Saison régulière | Saison régulière | Saison régulière |    | Séries éliminatoires | Séries éliminatoires | Séries éliminatoires | Séries éliminatoires | Séries éliminatoires |
| Saison        | Équipe                      | Ligue          | PJ  | B                | A                | Pts              | Pun              | PJ               | B  | A                    | Pts                  | Pun                  |                      |                      |
| 1969-1970     | Canadien junior de Montréal | AHO            | 41  | 18               | 29               | 47               | 48               | 16               | 3  | 6                    | 9                    | 6                    |                      |                      |
| 1970          | Canadien junior de Montréal | Coupe Memorial | 12  | 5                | 8                | 13               | 4                | -                | -  | -                    | -                    | -                    |                      |                      |
| 1970-1971     | Marlboros de Toronto        | AHO            | 45  | 27               | 42               | 69               | 69               | 13               | 13 | 11                   | 24                   | 24                   |                      |                      |
| 1971-1972     | Marlboros de Toronto        | AHO            | 34  | 34               | 33               | 67               | 37               | 10               | 9  | 7                    | 16                   | 7                    |                      |                      |
| 1972-1973     | Marlboros de Toronto        | AHO            | 56  | 54               | 43               | 97               | 26               | ?                | 7  | 9                    | 16                   | 5                    |                      |                      |
| 1973          | Marlboros de Toronto        | Coupe Memorial | 3   | 4                | 4                | 8                | 2                | -                | -  | -                    | -                    | -                    |                      |                      |
| 1973-1974     | Canucks de Vancouver        | LNH            | 68  | 11               | 13               | 24               | 20               | -                | -  | -                    | -                    | -                    |                      |                      |
| 1974-1975     | Canucks de Vancouver        | LNH            | 67  | 17               | 31               | 48               | 21               | 5                | 2  | 1                    | 3                    | 0                    |                      |                      |
| 1975-1976     | Canucks de Vancouver        | LNH            | 48  | 5                | 12               | 17               | 6                | -                | -  | -                    | -                    | -                    |                      |                      |
| 1975-1976     | Oilers de Tulsa             | LCH            | 14  | 5                | 9                | 14               | 11               | -                | -  | -                    | -                    | -                    |                      |                      |
| 1976-1977     | Nordiques de Québec         | AMH            | 80  | 42               | 41               | 83               | 52               | 16               | 12 | 9                    | 21                   | 12                   |                      |                      |
| 1977-1978     | Nordiques de Québec         | AMH            | 77  | 42               | 23               | 65               | 29               | 11               | 4  | 6                    | 10                   | 2                    |                      |                      |
| 1978-1979     | Nordiques de Québec         | AMH            | 77  | 17               | 12               | 29               | 44               | 4                | 1  | 0                    | 1                    | 0                    |                      |                      |
| 1980-1981     | Mammouths de Tours          | France         | 36  | 43               | 23               | 66               | ?                | -                | -  | -                    | -                    | -                    |                      |                      |
| 1981-1982     | Boucs de Megève             | France         | 26  | 33               | 20               | 53               | ?                | -                | -  | -                    | -                    | -                    |                      |                      |
| 1982-1983     | Boucs de Megève             | France         | 28  | 44               | 28               | 72               | ?                | -                | -  | -                    | -                    | -                    |                      |                      |
| 1983-1984     | Boucs de Megève             | France         | 32  | 39               | 29               | 68               | ?                | -                | -  | -                    | -                    | -                    |                      |                      |
| 1984-1985     | Boucs de Megève             | France         | 32  | 16               | 10               | 26               | ?                | -                | -  | -                    | -                    | -                    |                      |                      |
| 1985-1986     | Boucs de Megève             | France         | 32  | 22               | 44               | 66               | ?                | -                | -  | -                    | -                    | -                    |                      |                      |
| 1986-1987     | Aigles du Mont-Blanc        | France         | 36  | 57               | 47               | 104              | 24               | -                | -  | -                    | -                    | -                    |                      |                      |
| 1987-1988     | Aigles du Mont-Blanc        | France         | 28  | 20               | 22               | 42               | 63               | -                | -  | -                    | -                    | -                    |                      |                      |
| 1996-1997     | Canadiens de Fredericton    | LAH            | 3   | 1                | 3                | 4                | 2                | -                | -  | -                    | -                    | -                    |                      |                      |
| Totaux LNH    | Totaux LNH                  | Totaux LNH     | 183 | 33               | 56               | 89               | 47               | 5                | 2  | 1                    | 3                    | 0                    |                      |                      |
| Totaux AMH    | Totaux AMH                  | Totaux AMH     | 234 | 101              | 76               | 177              | 125              | 31               | 17 | 15                   | 32                   | 14                   |                      |                      |
| Totaux France | Totaux France               | Totaux France  | 250 | 274              | 223              | 497              | ?                | -                | -  | -                    | -                    | -                    |                      |                      |

### En équipe nationale
Paulin Bordeleau a joué 20 matchs en équipe de France.
| Année  | Compétition               |    | PJ | B | A  | Pts | Pun      |  | Résultat |
| 1986   | Championnat du monde B    | 7  | 2  | 1 | 3  | 4   | 4e       |  |          |
| 1987   | Championnat du monde B    | 7  | 9  | 6 | 15 | 24  | 4e       |  |          |
| 1987   | Qualifications olympiques | ?  | ?  | ? | ?  | ?   | Qualifié |  |          |
| 1988   | Jeux olympiques           | 6  | 2  | 2 | 4  | 24  | 11e      |  |          |
| Totaux | Totaux                    | 20 | 13 | 9 | 22 | 52  | -        |  |          |

### Palmarès et distinctions

#### Titres
- Trophée Hamilton Spectator : 1970, 1972, 1973
- Coupe J.-Ross-Robertson : 1970, 1973
- Coupe Memorial : 1970, 1973
- Division Smythe (LNH) : 1975
- Trophée mondial Avco : 1977
- Championnat de France : 1984, 1987, 1988

#### Récompenses
- Équipe-type du championnat de France : 1987[2]
- Meilleur buteur du Championnat du monde B : 1987[3]
- 20 sélections en équipe de France

## Carrière d'entraîneur
En 1988, après avoir pris sa retraite en tant que joueur professionnel, Paulin Bordeleau rentra au Québec pour commencer sa carrière d'entraîneur. Il devint entraîneur-chef du Titan de Laval de la Ligue de hockey junior majeur du Québec qu'il quitte au cours de la saison 1989-1990 pour les Citadels d'Halifax en LAH. 
En 1990, il prit les rênes de la nouvelle équipe école des Canadiens de Montréal, les Canadiens de Fredericton. Il y resta sept saisons et y dirigea, entre autres, son fils Sébastien. 
En 1997, il revint au Titan de Laval.
 En 1998, il fut nommé entraineur-adjoint de la franchise LNH du Lightning de Tampa Bay. 
La saison suivante, il entraîna la réserve de la franchise floridienne, les Vipers de Detroit (LIH).
En 2001, il devint entraîneur du ESC Moskitos Essen en DEL.
Pour la saison 2003-2004, il rejoignit l'Italie et le HC Asiago. Après une 1re place lors de la seconde phase, le club de la province de Vicence fut battu en finale des séries éliminatoires.
 En 2005, il fut appelé par le Augsburger Panther qu'il sauva de la relégation. Mais après une saison 2006-2007 et un début de saison 2007-2008 difficiles, il fut remercié.
Le 24 janvier 2008, il rejoignit le Lausanne Hockey Club en remplacement de Kevin Ryan. Mais il échoua pour le faire monter en LNA et ne fut pas reconduit dans ses fonctions. En 2011, Il est maintenant entraîneur chef des Phénix du Collège Esther-Blondin de la ligue midget AAA au Québec

### Palmarès et distinctions

#### Titres
- Coupe du président (LHJMQ) : 1989
- Supercoupe d'Italie : 2003[12]

## Famille
Ses frères Christian et Jean-Pierre ont également joué en Ligue nationale de hockey pour les Canadiens de Montréal, les Blues de Saint-Louis et les Blackhawks de Chicago pour le premier, et pour les Blackhawks de Chicago pour le second.
Son fils aîné Sébastien et son petit fils Thomas ont également joué en Ligue nationale de hockey et en sélection nationale, française pour Sébastien et américaine pour Thomas. Son fils cadet Paulin Jr a joué pour les Ducs d'Angers.